# Істер Олександр Семенович
Олександр Семенович Істер (нар. 29 вересня 1969, Київ) — учитель-методист.

## Біографія
У 1976—1986 роках навчання у Вишнівській середній школі № 3. Під час навчання в школі був призером та переможцем шкільних, районних та обласних олімпіад, учасником республіканських олімпіад юних математиків.
1986—1992 роки — навчання в Київському державному педагогічному інституті ім. М. П. Драгоманова за спеціальністю «Математика і інформатика» (закінчив з відзнакою). Під час навчання в інституті був переможцем та призером Всеукраїнських олімпіад з математики серед студентів: 1988 рік — 4-е місце, 1990 рік — 1-е місце ,1991 рік — 2-е місце. Друкувався у щорічних збірниках студентських наукових робіт.
У грудні 1986 року почав працювати у Вишнівський середній школі № 2 на посаді керівника гуртка. 1988—1989 роки — служба в лавах Радянської армії. В 1992 році після закінчення інституту почав працювати в Боярській середній школі № 5 на посаді вчителя математики. В 1994—1995 навчальних роках пройшов курсову перепідготовку на вищу категорію в Київському міжрегіональному інституті удосконаленні вчителів.
У 1994—1996 навчальних роках — викладання (за сумісництвом) у Київському міжрегіональному інституті удосконалення вчителів.
1999 року перейшов на роботу до новоствореної Боярської районної класичної гімназії.
З 1 вересня 2002 року до 28 лютого 2006 року працював в Олександрійській гімназії м. Києва.
З 1 березня 2006 року до 23 серпня 2018 року працював у гімназії «Євроленд» м. Києва на посаді вчителя математики й інформатики, також очолював кафедру математики й інформатики.
З 27 серпня 2018 року до  25 серпня 2021 року працював вчителем математики у ліцеї «Міжнародний вимір» (м. Боярка).
 Наступні два роки Олександр Семенович присвятив творчій діяльності : створенню модельних навчальних програм з математики для 5-6 класів, з алгебри для 7-9 класів, геометрії для 7-9 класів , математика (інтегрований курс) для 7-9 класів  , методичного та дидактичного супроводу до цих програм . Також розроблено підручники та посібники для початкових класів.
З 1 вересня  2023 року повернувся до практичної діяльності. Працює у Вишнівському академічному ліцеї «Основа» 
Автор понад 350 підручників та посібників та 20 статей.
З 2004 року по 2024  рік Олександр Семенович брав участь у конкурсах рукописів підручників для учнів загальноосвітніх шкіл, що проводило Міністерство освіти і науки України, в яких неодноразово посідав призові місця.